# Cầu Phú Xuân

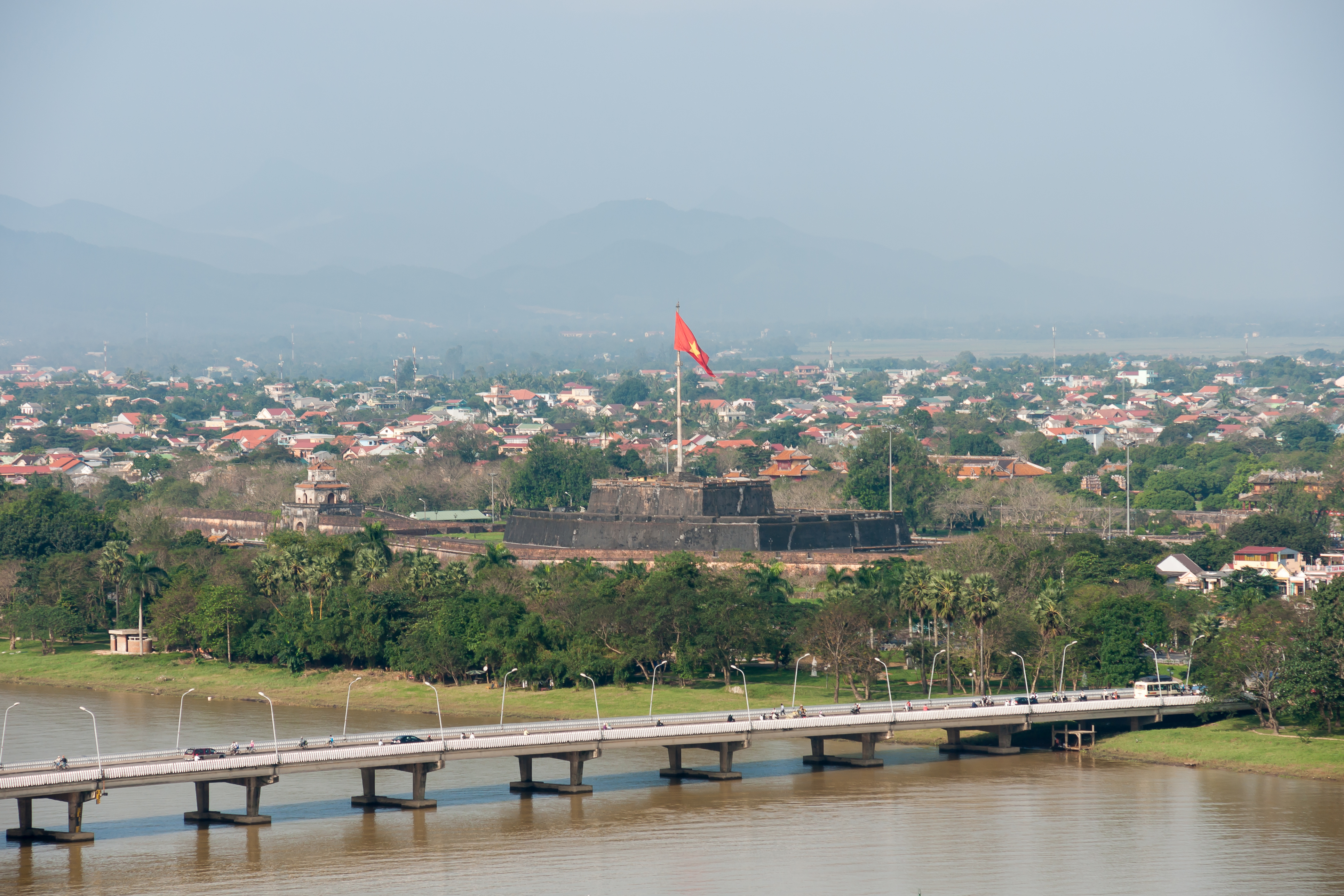
642x494-110k.jpg

Cầu Phú Xuân hay cầu Mới là một cây cầu bắc qua sông Hương thuộc tuyến đường Quốc lộ 1 cũ nối quận Phú Xuân với quận Thuận Hóa thuộc thành phố Huế., Việt Nam.

## Lịch sử và tên gọi
Vào năm Mậu Thân (1968), sau khi cầu Trường Tiền bị đặt mìn đánh sập, người ta đã thiết lập một cầu phao ở vị trí cầu Phú Xuân hiện nay với trọng tải khá lớn dùng để phục vụ cho mục đích dân sự và quân sự. Cầu phao này được dùng trong hai năm 1968 và 1969.
Bấy giờ, chính quyền thị xã Huế thấy rằng cần thiết phải thay thế cầu phao ấy bằng một chiếc cầu kiên cố để đáp ứng nhu cầu giao thông và nhu cầu phát triển của đô thị Huế cũng như các vùng phụ cận. 
Cầu được xây dựng bằng bêtông cốt thép. Cầu dài 374,65m, rộng 17m, riêng lòng cầu rộng 12m; tải trọng của cầu là 18 tấn. Hai bên cầu đều có lề dành cho người đi bộ và có xây lan can để đảm bảo an toàn cho người và phương tiện tham gia giao thông. Từ 1971 đến nay, cầu Phú Xuân được tu bổ nhiều lần, lần tu bổ lớn gần đây nhất là năm 1998. Năm 2009, cầu cũng được tu bổ thêm một phần.
Lúc mới xây xong (1971), cầu được đặt tên theo tên dòng sông mà nó bắc qua, cầu Sông Hương. Sau năm 1975, nó được chính quyền đổi tên là cầu Phú Xuân. Nhưng từ ngày chiếc cầu này hoàn thành, người dân địa phương thường gọi một cách nôm na, dễ nhớ, ngắn gọn là cầu Mới, với hàm ý là chiếc cầu được xây dựng gần đây nhất so với cầu Trường Tiền và cầu Dã Viên.

## Giá trị
Nhưng cầu Phú Xuân khá quan trọng đối với việc giao thông vận tài bằng đường bộ của cư dân thành phố Huế, đồng thời là chiếc cầu huyết mạch nằm trên Quốc lộ 1 cũ nối liền Nam Bắc.